# Tanz in den Wolken (1978)
Tanz in den Wolken ist eine Musikdramaserie der BBC aus dem Jahr 1978, geschrieben von Dennis Potter. Der Titel stammt aus dem Lied „Pennies from Heaven“ von Johnny Burke und Arthur Johnston. Es war eine von Potters Serien (eine andere war Der singende Detektiv), die die Realität des Dramas mit einem düsteren Fantasy-Inhalt vermischten, und die erste seiner Arbeiten, in denen die Charaktere in ausgedehnte Darbietungen populärer Lieder ausbrachen.

## Produktion
Die Serie wurde von Piers Haggard inszeniert und von Kenith Trodd, einem häufigen Mitarbeiter Potters, produziert. Bob Hoskins wurde durch seine Rolle in der Serie zu einem etablierten Schauspieler im Vereinigten Königreich.
Tanz in den Wolken war die letzte von Potters Fernsehserien, die in einem Hybridformat aus Studiokino und 16-mm-Film gedreht wurde. Die Produktion umfasste sechs Wochen Dreharbeiten vor Ort, die meisten davon in Oxfordshire, mit ausgewählten Aufnahmen im Forest of Dean (in Potters Heimatgrafschaft Gloucestershire, zwischen den Flüssen Severn und Wye). Die Schule, in der Eileen unterrichtet, ist die Waldschule, die Potter in Berry Hill besuchte, und die Kinder, die die Schulszenen bevölkern, sind Kinder aus der Gegend, die als Statisten gecastet wurden. Da er vorübergehend von seiner chronischen Psoriasisarthritis geheilt war, einer seltenen Haut- und Gelenkerkrankung, die ihn im Alter von 24 Jahren zum ersten Mal befallen hatte, konnten Potter und seine Frau Margaret zu den Dreharbeiten nach Dean reisen.
Tanz in den Wolken... wurde vom 7. März bis zum 11. April 1978 in sechs Episoden von jeweils etwa 75 Minuten Länge auf BBC One ausgestrahlt und später im selben Jahr erstmals wiederholt. Die erste Folge sahen etwa fünf Millionen Zuschauer, bis zur dritten Episode stieg die Zahl auf sieben Millionen. Im Frühjahr des folgenden Jahres wurde Tanz in den Wolken mit dem British Academy Television Award für die originellste Serie ausgezeichnet (Hoskins und Campbell wurden auch für BAFTA-Awards nominiert). In einer im Jahr 2000 vom British Film Institute unter Branchenexperten durchgeführten Umfrage nach den 100 besten britischen Fernsehsendungen des 20. Jahrhunderts kam Tanz in den Wolken auf Platz 21.

## Vermächtnis
Die ursprüngliche Fernsehfassung wurde 2004 von BBC Worldwide auf DVD veröffentlicht. Die erste und die sechste Episode sind mit einem Audiokommentar von Haggard und Trodd versehen.
Die Gedenkfeier für Potter im November 1994 in der St. James’s Church in Piccadilly begann mit dem Lied „Roll Along Prairie Moon“, begleitet von einem Jazzquintett. Cheryl Campbell und Freddie Jones lasen ihre Szene aus Tanz in den Wolken: Während Jones ihre Tränen unterdrückte, sagte Campbell: „Niemand hört jemals auf, sich zu sehnen“. In einer komödiantischen Einlage lasen Michael Grade, Chef von Channel 4, Alan Yentob, Chef von BBC1, und Kenith Trodd, Produzent von Potter, eine Szene aus Tanz in den Wolken. [Trodd] erzählte von ihrem letzten Treffen vor dem Krebstod des Dramatikers: „Dennis trank Courvoisier, verstärkt durch flüssiges Heroin und Morphium ... Nach einer Stunde schien er zusammenzubrechen und sagte: Ich habe eine sehr reale Angst vor dem Tod. Und zwar, dass man Sie bitten könnte, bei meiner Beerdigung zu sprechen“.

## Film Adaptation
1981 wurde die Serie mit Steve Martin in der Hauptrolle verfilmt. Potter adaptierte sein eigenes Drehbuch und Herbert Ross führte Regie. Potter wurde 1981 für das adaptierte Drehbuch für einen Oscar nominiert. Laut dem Los Angeles Herald Examiner ließ Metro-Goldwyn-Mayer ihn das Drehbuch neunmal umschreiben, die Sunday Times sprach von dreizehn; Kenith Trodd erinnerte sich an „ein Dutzend oder so Entwürfe“. Der Film, in dem Bernadette Peters, Christopher Walken und Vernel Bagneris mitspielten, war an den Kinokassen nicht erfolgreich.
MGM verlangte von Potter, seine Urheberrechte von der BBC zurückzukaufen (die 100.000 Dollar plus die Hälfte aller Gewinne aus dem Film verlangte); diese Vereinbarung verhinderte die Ausstrahlung der Originalproduktion von Tanz in den Wolken für etwa zehn Jahre. Im Jahr 1989 konnte die BBC die Rechte von MGM für eine, wie Trodd sagt,  „sehr geringe Summe“ zurückkaufen und Tanz in den Wolken ab Februar 1990 in einer sechswöchigen Wiederholung wieder ausstrahlen.